# Midan Ghazal
Midan Ghazal (tiếng Ả Rập: ميدان غزال) là một ngôi làng Syria nằm trong phó huyện Qalaat al-Madiq thuộc huyện al-Suqaylabiyah ở tỉnh Hama. Theo Cục Thống kê Trung ương Syria (CBS), Midan Ghazal có dân số 631 trong cuộc điều tra dân số năm 2004. Cư dân của nó chủ yếu là người Hồi giáo Sunni.